# Guayaramerín (gemeente)
Guayaramerín is een gemeente (municipio) in de Boliviaanse provincie Vaca Díez in het departement Beni. De gemeente telt naar schatting 44.120 inwoners (2018). De hoofdplaats is Guayaramerín.